# Sphaerichthys
Sphaerichthys är ett släkte av fiskar. Sphaerichthys ingår i familjen Osphronemidae.
Kladogram enligt Catalogue of Life:
| Sphaerichthys | \| \| Sphaerichthys acrostoma \| \| \| \| \| \| chokladgurami \| \| \| \| \| \| Sphaerichthys selatanensis \| \| \| \| \| \| Sphaerichthys vaillanti \| \| \| \| |
|               | \| \| Sphaerichthys acrostoma \| \| \| \| \| \| chokladgurami \| \| \| \| \| \| Sphaerichthys selatanensis \| \| \| \| \| \| Sphaerichthys vaillanti \| \| \| \| |
|               | Belontia |
|               | |
|               | Betta |
|               | |
|               | Ctenops |
|               | |
|               | Luciocephalus |
|               | |
|               | Macropodus |
|               | |
|               | Malpulutta |
|               | |
|               | Osphronemus |
|               | |
|               | Parasphaerichthys |
|               | |
|               | Parosphromenus |
|               | |
|               | Pseudosphromenus |
|               | |
|               | Trichogaster |
|               | |
|               | Trichopodus |
|               | |
|               | Trichopsis |
|               | |
|               | Sphaerichthys acrostoma |
|               | |
|               | chokladgurami |
|               | |
|               | Sphaerichthys selatanensis |
|               | |
|               | Sphaerichthys vaillanti |
|               | |

|  | Sphaerichthys acrostoma    |
|  |                            |
|  | chokladgurami              |
|  |                            |
|  | Sphaerichthys selatanensis |
|  |                            |
|  | Sphaerichthys vaillanti    |
|  |                            |